# Castel dell'Ovo
Il Castel dell'Ovo (in latino Castrum Ovi) è il castello più antico della città di Napoli  ed è uno degli elementi che spiccano maggiormente nel celebre panorama del golfo. Si trova tra i quartieri di San Ferdinando e Chiaia, di fronte a via Partenope.

## Origini del nome
Un'antica leggenda vuole che il suo nome derivi dall'aver il poeta latino Virgilio nascosto nelle segrete dell'edificio un uovo magico che aveva il potere di mantenere in piedi l'intera fortezza. La sua rottura avrebbe però provocato non solo il crollo del castello, ma anche una serie di rovinose catastrofi alla città di Napoli. Durante il XIV secolo, al tempo di Giovanna I, il castello subì ingenti danni a causa del crollo parziale dell'arco sul quale è poggiato e, per evitare che tra la popolazione si diffondesse il panico per le presunte future catastrofi che avrebbero colpito la città, la regina dovette giurare di aver sostituito l'uovo.

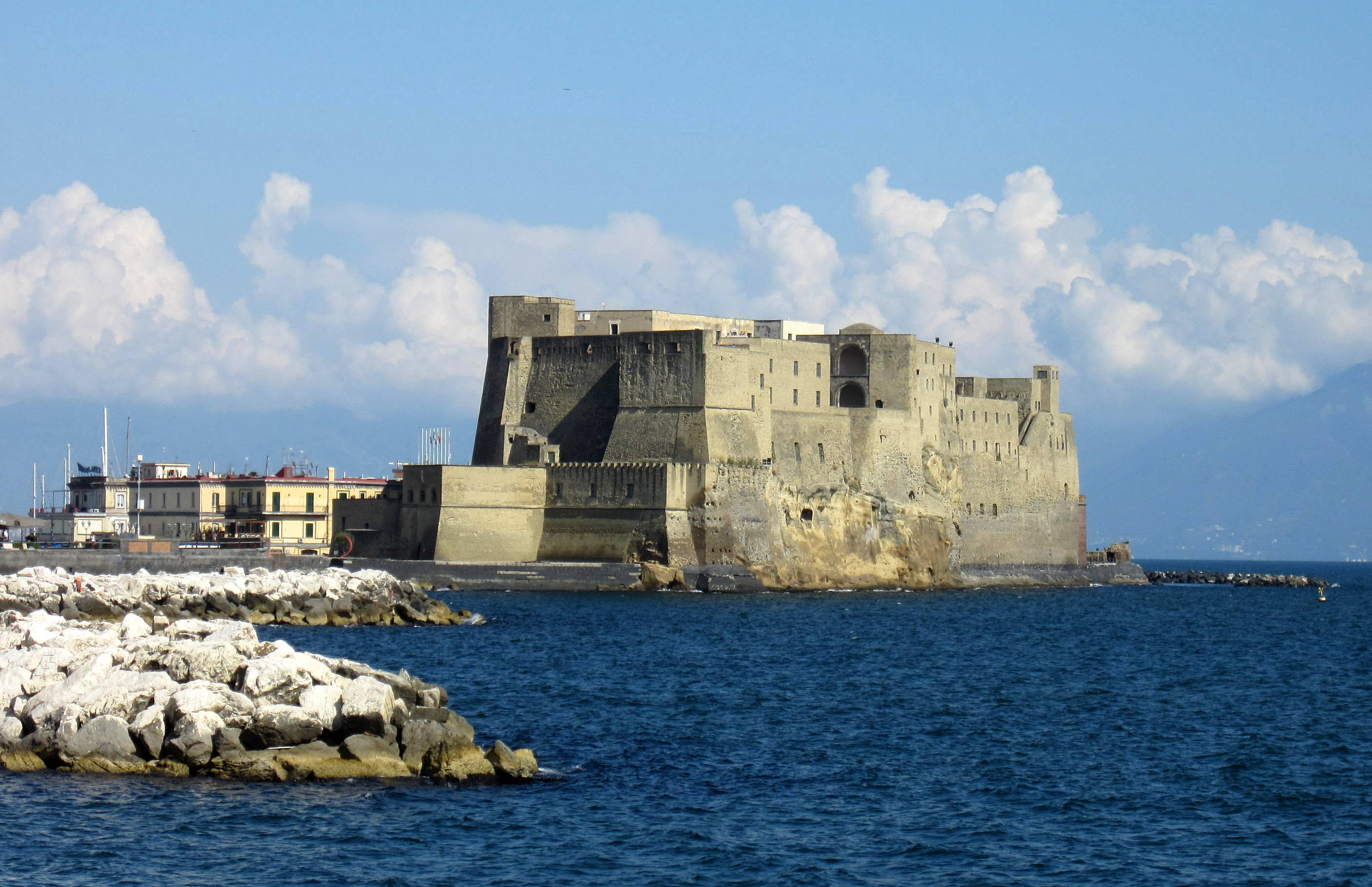
Altra veduta del castello

Come racconta Bartolomeo Caracciolo detto Carafa (1300-1362) al cap. XVII delle sue ''Chroniche de la inclyta cità de Napole etc.'' - una storia di Napoli che fu in un primo tempo erroneamente attribuita a Giovanni Villani in quanto ne riportava alcuni brani, in realtà Virgilio, divenuto amico dell’allora ''magister civium'' (‘sindaco’) della città, un nipote dell’imperatore Ottaviano Augusto di nome Marcello, era stato da questi ingaggiato come suo consigliere per i lavori di bonifica che urgevano alla città, agglomerato urbano allora molto infetto perché mancante di chiaviche e oppresso da zone paludose, quindi infestato da roditori e insetti apportatori di pestilenze.
Virgilio, buon conoscitore della materia perché istruito in ciò soprattutto dagli insegnamenti del padre, il quale era stato proprietario terriero, agricoltore, apicultore e allevatore, indirizzò e guidò vasti e molteplici lavori di bonifica, anche se, come ricorda l’ubicazione della sua tomba, fu ricordato soprattutto per aver promosso lo scavo originario (o l’allargamento) della lunga galleria sotterranea che portava da Mergellina verso Bagnoli e che evitava ai viaggiatori sia il faticoso scavalcamento della collina di Posillipo sia in alternativa la lunga deviazione per utilizzare l’altro passaggio sotterraneo, quello di Seiano, per raggiungere il quale bisognava però percorrere tutta la costiera di Posillipo.
Poiché tutti quei lavori ebbero grande e straordinario successo, essendosi eliminati così tanti disagi che avevano da secoli reso molto più difficile la vita civile dei napoletani, questi incominciarono appunto a considerare Virgilio una specie di mago, a ciò forse anche indotti dall’appartenere la famiglia di sua madre alla gens Magia. Ma questa diceria dell’uovo nel castello venne fuori in verità non prima del Basso Medioevo, probabilmente inventata per spiegare in una maniera fantastica come il Castrum Lucullianum si fosse guadagnato quel nome popolare di ‘castello dell’ovo’, nome che già si legge nei documenti del secolo tredicesimo relativi al regno di Carlo I d’Angiò e dovuto alla sua forma appunto ovulare, forma che gli era stata data da Ruggiero il Normanno nel secolo precedente quando questo re lo aveva ricostruito sulle rovine preesistenti. Il predetto Carafa riportò quella leggenda con dovizia di particolari e unitamente a diverse altre che riguardavano Virgilio (Era in nel tempo delo dicto Virgilio uno Castello edificato dentro mare sopra uno scoglio come per fino mò; el quale se chiamava ‘lo Castello Marino’ ouero ‘di mare’… Ib. Cap. XXXI).
Vedi a tal proposito Angelo Antonio Scotto (Syllabus Membranorum ad Regiae Siclae Archivum pertinentium. Vol. I, pp. 35-36. Napoli, 1824), il quale, citando il doc. n. 4 del Fascicolo VII, alla nota 2 scrive: … Immo temporis progressu factum est, ut ab OVI figura (nam deridicula est Villani Iohannis fabella Lib. II. cap. 3o.) CASTRUM OVI ipsum Neapolitani nuncuparint, quod et adhuc auditur.
Vedi inoltre Mariano de Laurentiis (Antiquitates Campaniae Felicis a Mariano de Laurentiis elucubratae. Pars altera, pp. 146-150.  Napoli, 1826), il quale scrive: Gulielmus autem I. Malus nomine arcem Normandicam ibi aedificavit anno MCLXX; hinc ex ea tempestate Ovi Castrum ab insulae rotunditate audiit. Iam ante insula Maior, et Salvatoris insula per patrios auctores fuit compellata, ut inter alios probat Claritus loco ante citato pluribus scriptorum Medii Ævi auctoritatibus.  Ma ufficialmente era detto Castrum Salvatóris ad Mare…
La curiosità fu che gli spagnoli del Gran Capitán Gonzalo Fernández de Córdoba che nel 1503 conquistarono il Regno di Napoli, sentendo chiamare il castello ‘Castel dell’Ovo’, capivano, a causa della quasi uguale pronuncia, Castillo del Lobo (‘Castello del Lupo’) e così per un paio di secoli continuarono pertanto a chiamarlo in Spagna e in Fiandra (… Castel del Ovo: a que corruto o nome, çhaman Castel del Lobo. In João de Castro, Discurso da vida do sempre bem vindo et apparecido Rey Dom Sebastiam etc. p. 4 verso. Parigi, 1602.

## Storia

### Megaride e il Castrum Lucullanum

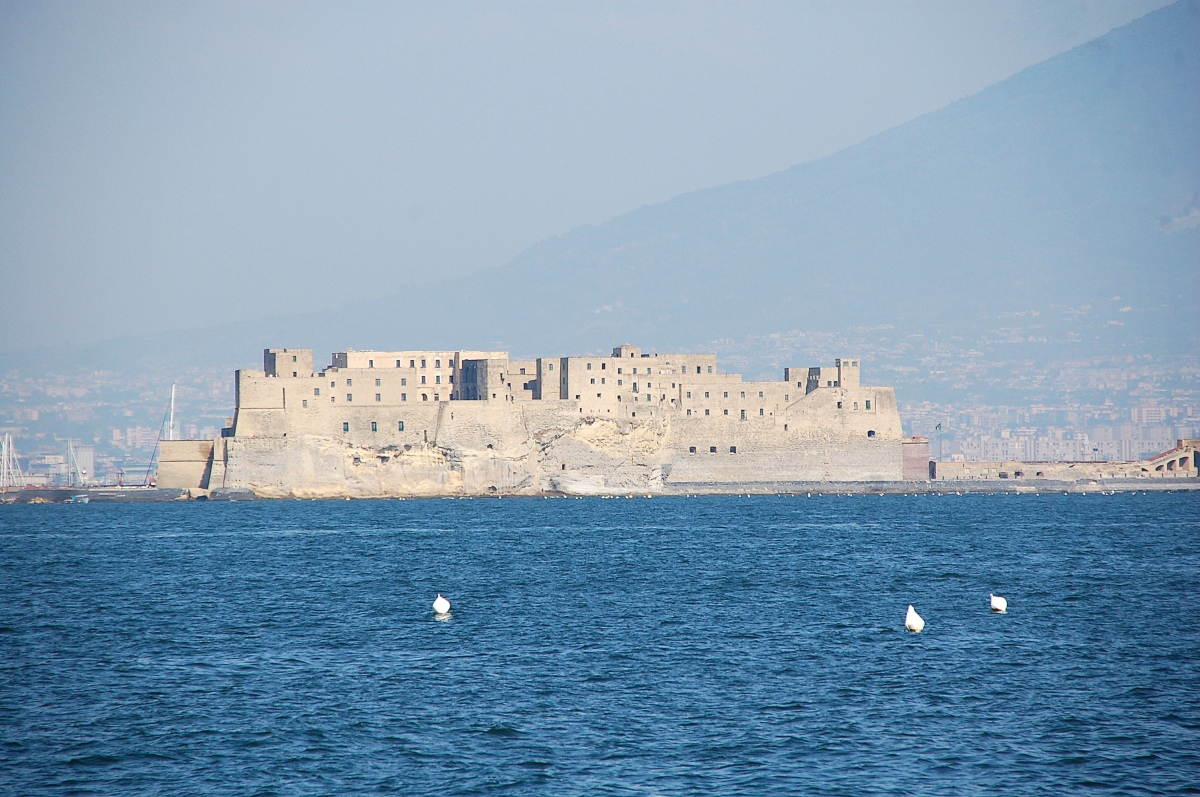
Vista dal mare

Il castello sorge sull'isolotto di tufo di Megaride (greco: Megaris), propaggine naturale del monte Echia, che era unito alla terraferma da un sottile istmo di roccia. Questo è il luogo dove venne fondata Partenope nell'VIII secolo a.C., per mano cumana.
Nel I secolo a.C. Lucio Licinio Lucullo acquisì nella zona un fondo assai vasto (che secondo alcune ipotesi andava da Pizzofalcone fino a Pozzuoli) e sull'isola costruì una splendida villa, Villa di Licinio Lucullo, che era dotata di una ricchissima biblioteca, di allevamenti di murene e di alberi di pesco importati dalla Persia, che per l'epoca erano una novità assieme ai ciliegi che il generale aveva fatto arrivare da Cerasunto. 
La memoria di questa proprietà perdurò nel nome di Castrum Lucullanum che il sito mantenne fino all'età tardoromana.
In tempi più oscuri per l'Impero - metà del V secolo - la villa venne fortificata da Valentiniano III e le toccò la sorte di ospitare il deposto ultimo Imperatore di Roma, Romolo Augusto, nel 476.
Successivamente alla morte di Romolo Augusto, sull'isolotto di Megaride e su monte Echia, già alla fine del V secolo, si insediarono monaci basiliani chiamati dalla Pannonia da una matrona Barbara con le reliquie dell'abate Severino. Allocati inizialmente in celle sparse (dette "romitori basiliani"), i monaci adottarono nel VII secolo la regola benedettina e crearono un importante scriptorium (avendo probabilmente a disposizione anche quanto restava della biblioteca luculliana).

### Il Medioevo: il Ducato di Napoli, i re normanni, svevi e angioini

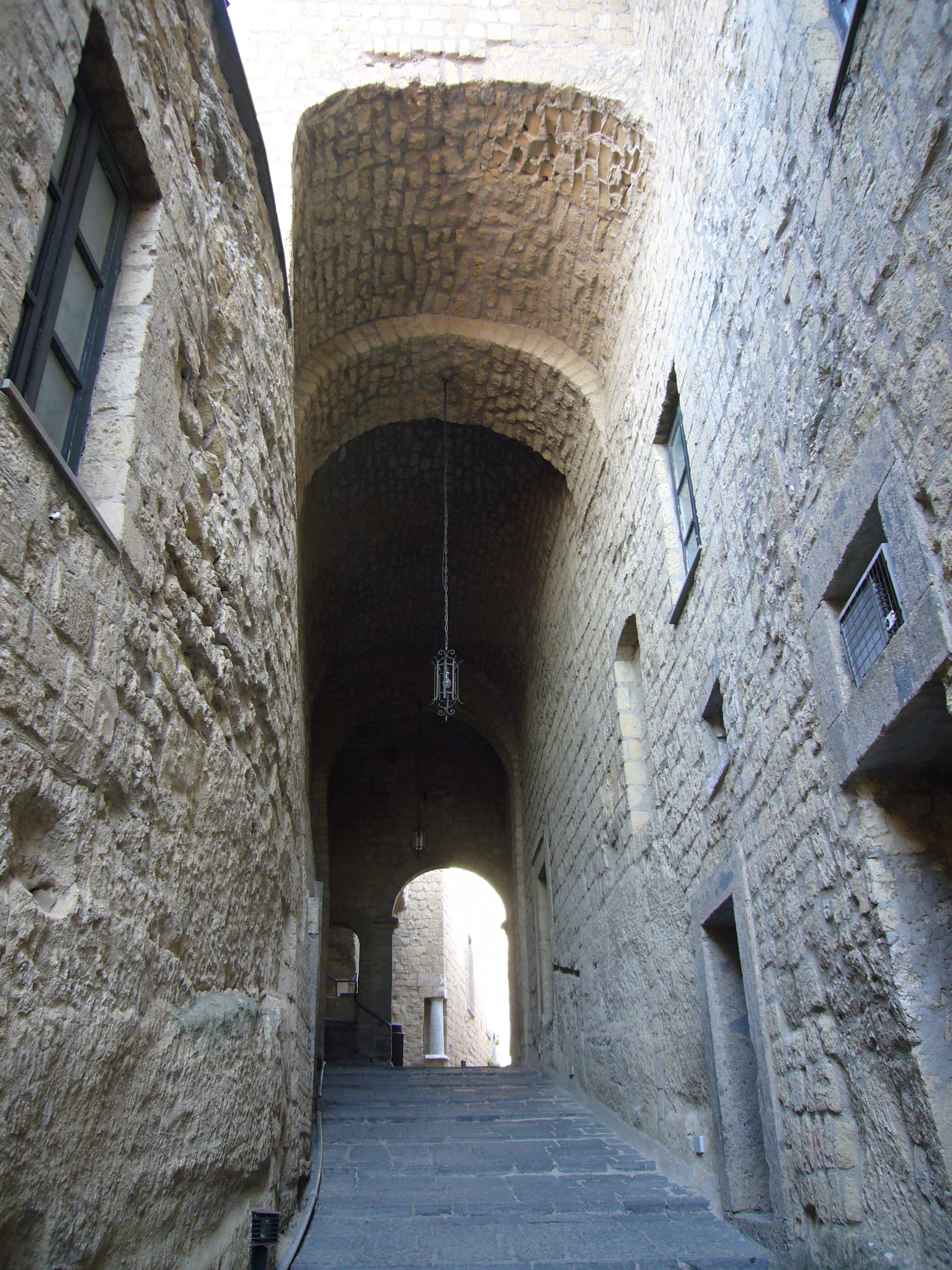
Interno del castello

Nell'872, sull'isolotto al tempo denominato di San Salvatore i Saraceni imprigionano il vescovo Atanasio di Napoli, ma lo sforzo congiunto delle flotte del Ducato di Napoli e della Repubblica di Amalfi permette di liberare il vescovo e scacciare i musulmani.
Il complesso conventuale venne però raso al suolo all'inizio del X secolo dai duchi di Napoli, per evitare che vi si fortificassero di nuovo i Saraceni usandolo come base per l'invasione della città, mentre i monaci si ritirarono a Pizzofalcone. 
In un documento del 1128 nel sito viene nuovamente citata una fortificazione,  denominata Arx Sancti Salvatoris dalla chiesa di San Pietro che vi avevano costruito i monaci. Testimone dell'insediamento dei monaci basiliani è proprio quanto resta di questo luogo di culto, fondato dagli stessi monaci e le cui prime notizie risalgono al 1324. L'unico elemento architettonico di rilievo rimasto è l'ingresso preceduto dai grandi archi del loggiato.
Ruggiero il Normanno, conquistando Napoli nel 1140 costruì il castello che venne portato a termine dall'architetto Buono. L'uso abitativo del castello tuttavia veniva sfruttato solo in poche occasioni dato che, con il completamento del Castel Capuano, furono spostate lì tutte le direttrici di sviluppo e di commercio verso terra. Con i Normanni, iniziò un programma di fortificazione sistematica del sito, che ebbe nella torre Normandia il suo primo baluardo, ed era quella su cui sventolavano le bandiere.
Con il passaggio del regno agli Svevi attraverso Costanza d'Altavilla, castel dell'Ovo viene ulteriormente fortificato nel 1222 da Federico II, che fa costruire altre torri - torre di Colleville, torre Maestra e torre di Mezzo. In quegli anni, il castello divenne una residenza e anche prigione di stato.
Il re Carlo I d'Angiò si insediò a Castel Nuovo (Maschio Angioino). Mantenne tuttavia a castel dell'Ovo - che proprio in questo periodo comincia ad essere denominato chateau de l'Oeuf o castrum Ovi incantati - i beni da custodire nel luogo meglio fortificato: ne fece quindi la residenza della famiglia, apportandovi allo scopo numerosi restauri e modifiche, e vi mantenne il tesoro reale. In questo periodo, in quanto prigione di stato, nel castello vi fu rinchiuso Corradino di Svevia prima di essere decapitato nella piazza del Mercato, e i figli di Manfredi e della regina Elena Ducas.
Dopo un evento sismico che nel 1370 aveva fatto crollare l'arco naturale che costituiva l'istmo, la regina Giovanna lo fece ricostruire in muratura, restaurando anche gli edifici normanni. Dopo avere abitato il castello come sovrana, la regina qui venne imprigionata dall'infedele nipote Carlo di Durazzo, prima di finire in esilio a Muro Lucano.

### Gli Aragonesi, i viceré, i Borbone

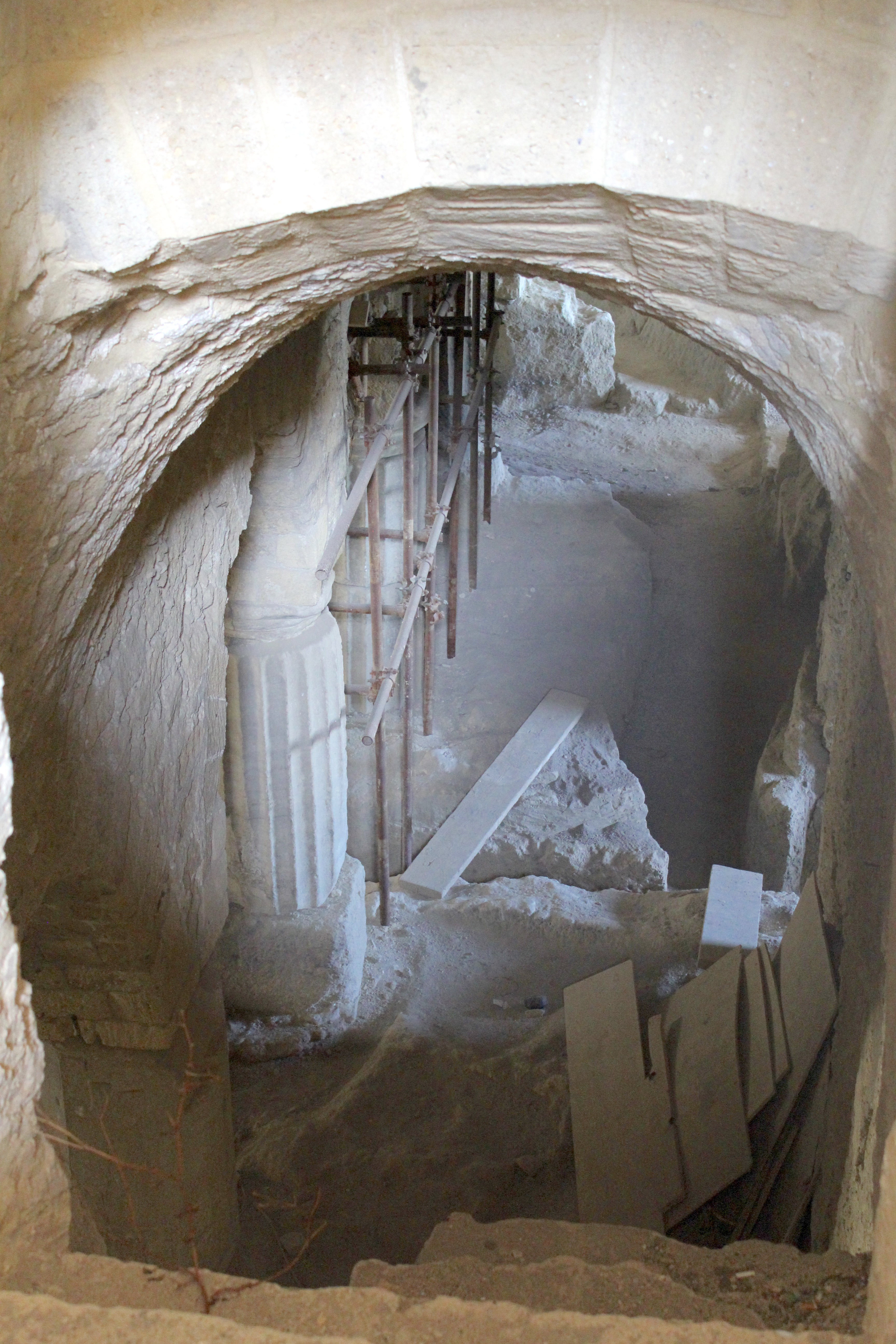
Romitorio Basiliano

Alfonso V d'Aragona, iniziatore della dominazione aragonese a Napoli (1442 – 1503), apportò al castello ulteriori ristrutturazioni, arricchendo il palazzo reale, ripristinando il molo, potenziando le strutture difensive e abbassando le torri.
Successogli al trono il figlio Ferrante I, ricevuti saccheggiamenti dalle milizie francesi, egli per riappropriarsi del castello dovette bombardarlo con l'artiglieria. 

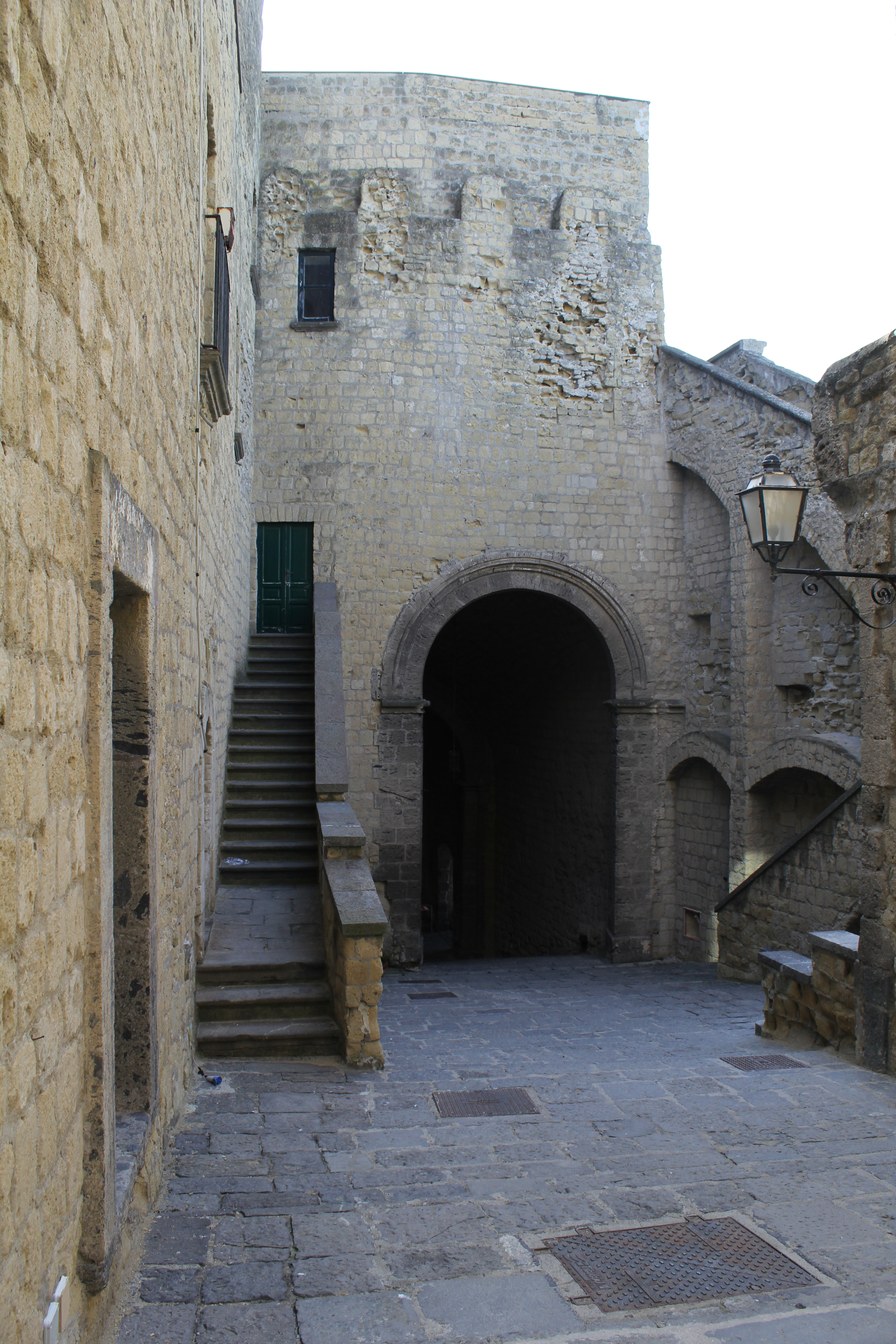
Torre dei Normanni

Il castello fu ulteriormente danneggiato dai francesi di Luigi XII e dagli spagnoli di Gonzalo Fernández de Córdoba, che spodestarono per conto di Ferdinando II di Aragona, re di Spagna, l'ultimo re aragonese di Napoli. Nel 1503 l'assedio di Ferdinando il Cattolico demolì definitivamente quanto restava delle torri. Il castello fu allora nuovamente e massicciamente ristrutturato, assumendo la forma che oggi vediamo. Mutati i sistemi di armamento - dalle armi da lancio e da getto alle bombarde - furono ricostruite le torri ottagonali, ispessite le mura, e le strutture difensive furono orientate verso terra, e non più verso il mare. Sconfitti i francesi per due volte, a Cerignola e sul Garigliano, avvenne la completa conquista dell'intero Regno di Napoli in favore della Spagna.
Durante il regno dei Viceré spagnoli e successivamente dei Borbone il castello fu fortificato ancor più con batterie e due ponti levatoi. La struttura perse completamente la funzione di residenza reale e dal XVIII secolo anche il titolo di "fabbrica reale", e venne adibito ad accantonamento ed avamposto militare - dal quale gli spagnoli bombardarono la città durante i moti di Masaniello - e a prigione, dove fu recluso fra gli altri il filosofo Tommaso Campanella prima di essere condannato a morte, e più tardi alcuni giacobini, carbonari e liberali fra cui Carlo Poerio, Luigi Settembrini, Francesco De Sanctis.

### Dall'Unità d'Italia a oggi
Durante il periodo del cosiddetto "Risanamento", che cambiò il volto di Napoli dopo l'Unità d'Italia, un progetto elaborato dall'Associazione degli scienziati letterati e artisti nel 1871 prevedeva l'abbattimento del castello per far posto ad un nuovo rione. Nel dopoguerra alcune famiglie della marina militare andarono ad abitare lì, finendo poi di essere sfrattate nel 1980 per il risanamento del castello e per farlo diventare un luogo di cultura per Napoli.
Oggi è annesso allo storico rione di Santa Lucia ed è visitabile. Nelle grandi sale si svolgono mostre, convegni e manifestazioni. Alla sua base sorge il porticciolo turistico del "Borgo Marinari", animato da ristoranti e bar, sede storica di alcuni tra i più prestigiosi circoli nautici napoletani.